# 巴克拉諾瓦穆拉維卡
51°24′38″N 31°26′56″E / 51.41056°N 31.44889°E
巴克拉諾瓦穆拉維卡（羅馬化：Baklanova Muraviika）是位於烏克蘭北部切爾尼希夫州切爾尼希夫區的村莊，始建於1721年，面積2.37平方公里，海拔高度113米，2001年人口645，人口密度每平方公里272.61人。